# Agroiconota carlobrivioi
Agroiconota carlobrivioi es un coleóptero de la familia Chrysomelidae. Fue descrita en 2005 por Borowiec.